# دسته‌بندی اسناد
دسته بندی اسناد یک مفهوم در سیستم‌های اطلاعاتی است.در دسته بندی اسناد یک سند را به یک رده بر اساس محتوای آن اختصاص می دهیم.

## انواع
سه نوع دسته بندی برای اطلاعات داریم:
- دسته بندی نظارت شده : از یک منبع خارجی مثل بازخورد کاربر برای تصحیح استفاده می کنیم.
- دسته بندی نظارت نشده : بدون هیچ منبع خارجی دسته بندی را انجام می دهیم.
- دسته بندی شبه نظارت شده : ترکیبی از دو شیوه بالاست که تنها بخشی از اسناد توسط منبع خارجی دسته بندی می شوند.

## شیوه‌ها
دسته بندی انواع زیادی دارند:
- k امین نزدیک‌ترین همسایه (KNN)
- فراوانی وزنی (tf-idf)
- شبکه عصبی مصنوعی

## کاربردها
کاربردهای بسیار متنوعی برای طبقه‌بندی موضوعی اسناد وجود دارد، مثلاً شناسایی هرزنامه‌ی الکترونیکی، موتورهای جستجو، تحلیل محتوای دیجیتال و ...